# Kornatice rybník
Kornatice rybník je železniční zastávka na jednokolejné železniční trati Rokycany–Nezvěstice na kilometru 21,208 na katastru obce Milínov v okrese Plzeň-jih, jižně od Kornatického rybníka, asi kilometr západně od Kornatic v okrese Rokycany. Sousedními zastávkami jsou Kornatice (směrem na Rokycany) a Šťáhlavice (směrem na Nezvěstice).
Zastávka byla otevřena již před druhou světovou válkou. Nedaleko zastávky byla vlečka Lopata, kde se nakládalo dřevo vytěžené v okolí.
V okolí zastávky je menší chatová oblast a Kornatický rybník.

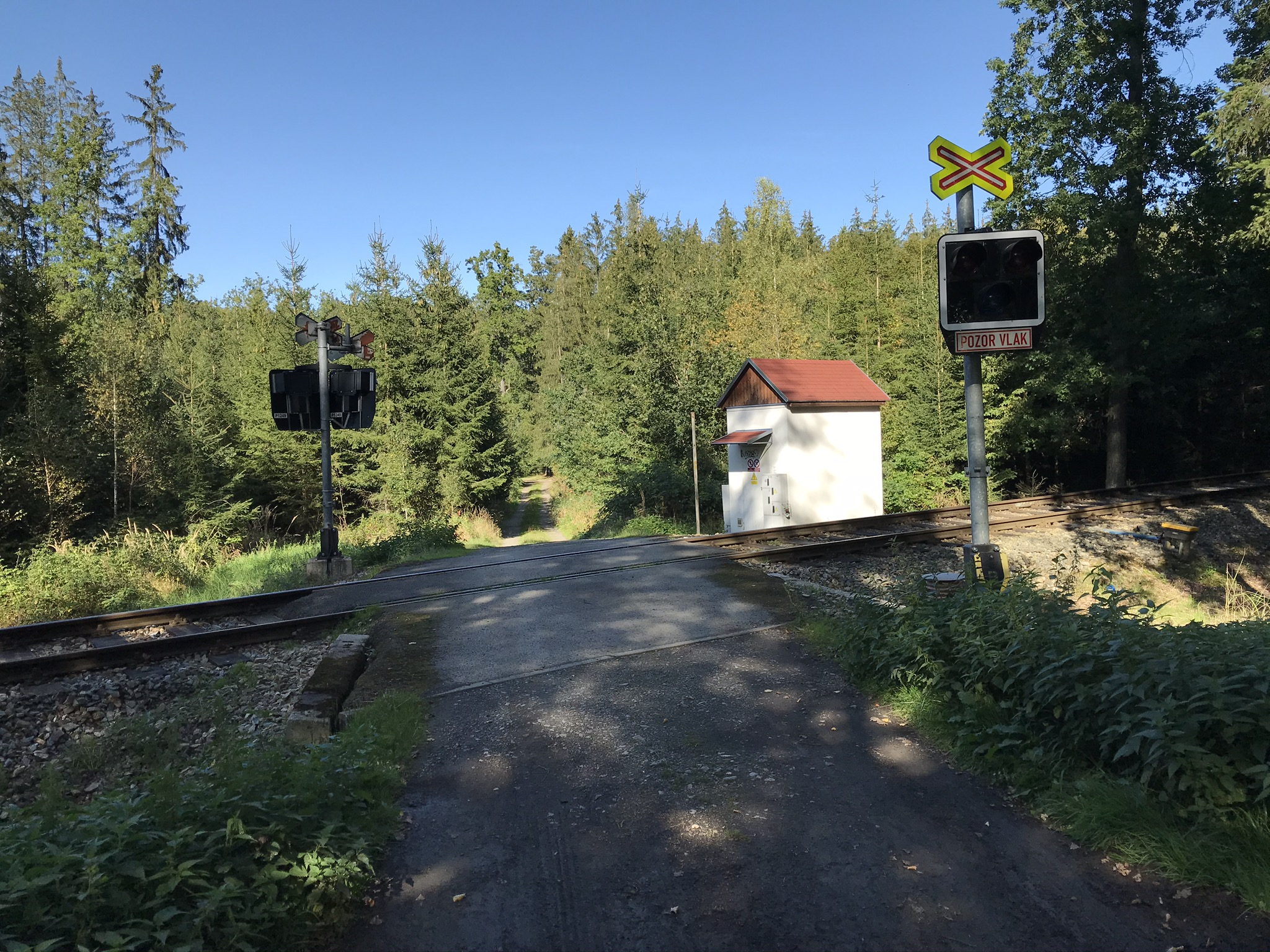
Přejezd u železniční zastávky